# Gioele Pellino
Gioele Pellino (Foligno, 13 de agosto de 1983) es un piloto de motociclismo de velocidad italiano, que compitió regularmente en el Campeonato Mundial de Motociclismo desde 2002 hasta 2008.

## Biografía
Su primera aparición en el motociclismo internacional fue en el Campeonato Europeo de Motociclismo donde compitió en 125 desde 2000 hasta 2002; En su primera aparición consiguió el noveno puesto, en 2001 acaba en el séptimo puesto y en 2002, segundo.
El primer gran éxito obtenido en el Campeonato de velocidad italiano donde obtuvo el título de 125cc en 2001. En 2002 debuta en 125cc en el Mundial, gracias a una wild card para competir en el Gran Premio de Italia con una Aprilia del equipo Gabrielli. Terminó la 14.º posición y, gracias a estos puntos, acabaría en la posición 33.º de la clasificación general.
En las siguientes temporadas terminó en la posición 23.º. En 2005 ficha por Malaguti, pero sin obtener puntos. En 2006 competiría nuevamente en el campeonato europeo, esta vez en la categoría de Supersport con una Yamaha, llegando en la 3.º posición. En 2008 corre un Gran Premio de Francia del Mundial con una wild card a bordo de una Loncin, sin obtener puntos.

### Campeonato del Mundo de Motociclismo
Sistema de puntuación de 1993 hasta 2022:
| Posición | 1.º | 2.º | 3.º | 4.º | 5.º | 6.º | 7.º | 8.º | 9.º | 10.º | 11.º | 12.º | 13.º | 14.º | 15.º |
| Puntos   | 25  | 20  | 16  | 13  | 11  | 10  | 9   | 8   | 7   | 6    | 5    | 4    | 3    | 2    | 1    |

### Carreras por año
| Año  | Categoría | Equipo   | Moto    | 1       | 2      | 3       | 4       | 5      | 6       | 7      | 8      | 9       | 10      | 11     | 12      | 13      | 14      | 15      | Ptos. | Pos. |
| ---- | --------- | -------- | ------- | ------- | ------ | ------- | ------- | ------ | ------- | ------ | ------ | ------- | ------- | ------ | ------- | ------- | ------- | ------- | ----- | ---- |
| 2002 | 125 cc    | Aprilia  | JPN -   | RSA -   | SPA -  | FRA 14  | ITA 5   | CAT -  | NED -   | GBR -  | GER -  | CZE 22  | POR -   | BRA -  | PAC -   | MAL -   | AUS -   | VAL -   | 2     | 34.º |
| 2003 | 125 cc    | Aprilia  | JPN 15  | RSA 16  | SPA 20 | FRA Ret | ITA 10  | CAT 11 | NED Ret | GBR 12 | GER 13 | CZE 10  | POR Ret | BRA 26 | PAC Ret | MAL Ret | AUS Ret | VAL Ret | 25    | 23.º |
| 2004 | 125 cc    | Aprilia  | RSA Ret | SPA Ret | FRA 17 | ITA Ret | CAT 13  | NED 13 | BRA 16  | GER 13 | GBR 10 | CZE Ret | POR Ret | JPN 16 | QAT 15  | MAL Ret | AUS 17  | VAL 20  | 16    | 23.º |
| 2005 | 125cc     | Malaguti | SPA -   | POR -   | CHN -  | FRA 17  | ITA 20  | CAT 28 | NED 21  | GBR 18 | GER -  | CZE -   | JPN -   | MAL -  | QAT 23  | AUS 24  | TUR 23  | VAL 22  | 0     | -    |
| 2008 | 125cc     | Loncin   | QAT -   | SPA -   | POR -  | CHN -   | FRA Ret | ITA -  | CAT -   | GBR -  | NED -  | GER -   | CZE -   | RSM -  | JPN -   | AUS -   | MAL -   | VAL -   | 0     | -    |

| Color     | Resultado                                                               |
| --------- | ----------------------------------------------------------------------- |
| Oro       | Ganador                                                                 |
| Plata     | 2.ª plaza                                                               |
| Bronce    | 3.ª plaza                                                               |
| Verde     | Finalizó en los puntos                                                  |
| Azul      | Finalizó sin puntos                                                     |
| Azul      | NC - No clasificado                                                     |
| Violeta   | Ret - No terminó (Carrera)                                              |
| Rojo      | DNQ - No se clasificó                                                   |
| Negro     | DSQ - Descalificado                                                     |
| Blanco    | DNS - No empezó (carrera)                                               |
| Blanco    | WD - Retirado (fin de semana)                                           |
| Blanco    | C - Carrera cancelada                                                   |
| Sin color | DNP - Inscrito pero no participó                                        |
| Sin color | INJ - Lesionado                                                         |
| Sin color | EX - Excluido                                                           |
| Estado    | Resultado                                                               |
| Negrita   | Pole position                                                           |
| Cursiva   | Vuelta rápida                                                           |
| †         | Abandona, pero clasifica al completar el porcentaje requerido para ello |